# Беррі Деггер
Беррі Деггер  (англ. Barry Dagger, 19 травня 1937) — британський стрілець, олімпійський медаліст.

## Виступи на Олімпіадах
| Олімпіада         | Дисципліна                                     | Місце |
| ----------------- | ---------------------------------------------- | ----- |
| Монреаль 1976     | дрібнокаліберна гвинтівка, три положення, 50 м | =24   |
| Лос-Анджелес 1984 | пневматична гвинтівка, 10 м                    | 3     |